# Kazerne Dossin - Memoriaal, museum en documentatiecentrum over Holocaust en Mensenrechten

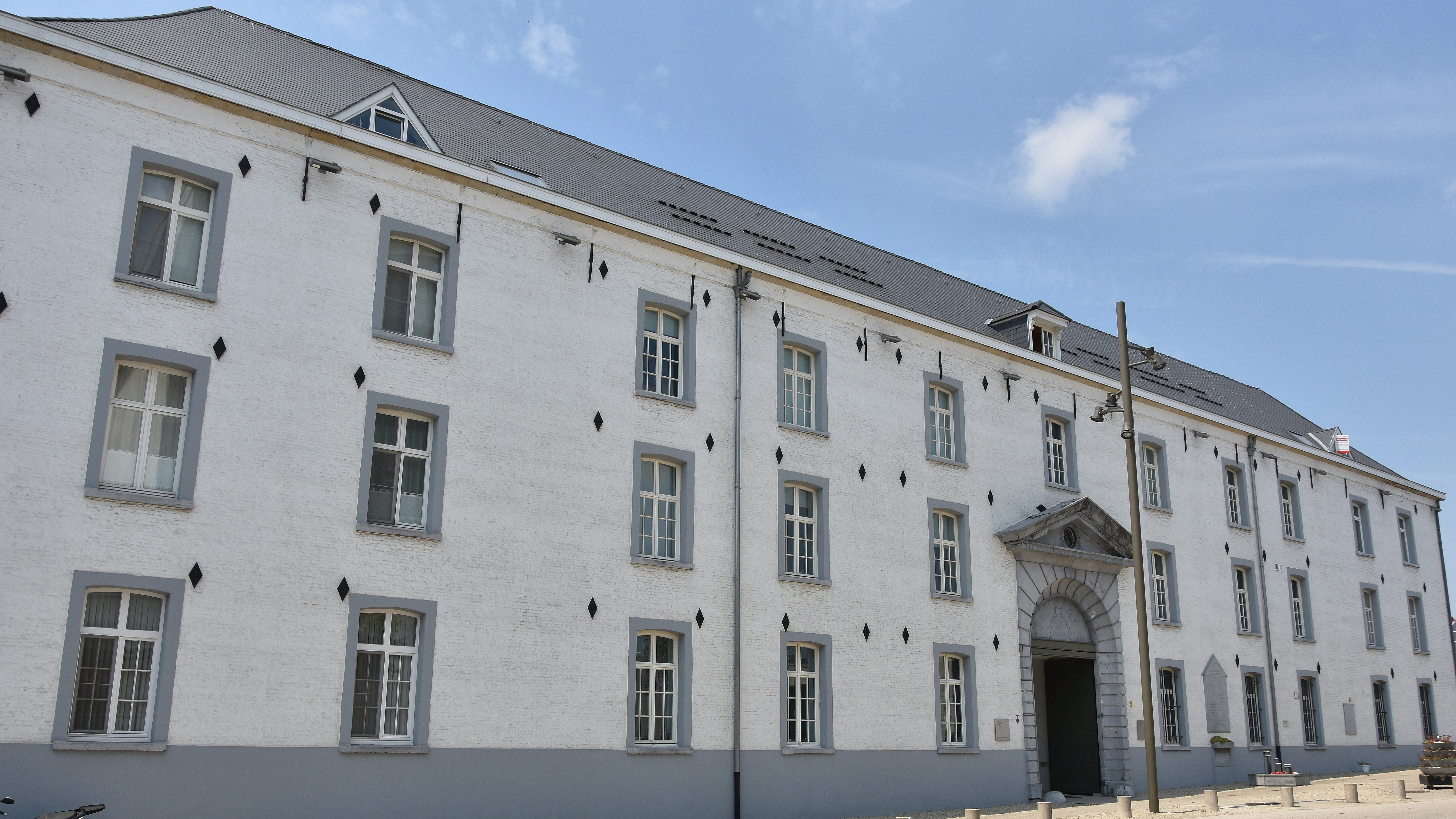
Kazerne Dossin in Mechelen

Kazerne Dossin is een memoriaal, museum en documentatiecentrum over de Holocaust en mensenrechten in de Belgische plaats Mechelen. Tijdens de Tweede Wereldoorlog, in 1942-1944, zette de Duitse bezetter de Dossinkazerne in als verzamelkamp voor Belgische Joden, Roma en Sinti. Vanuit dit kamp werden zo'n 25.500 Joden en 354 Roma en Sinti gedeporteerd, de meesten naar Auschwitz-Birkenau. Minder dan vijf procent keerde levend terug. 

## Voorgeschiedenis
Tussen oktober 1940 en juni 1942 werden een reeks Joodse verordeningen uitgevaardigd. Het werd Joden verboden ’s avonds hun huizen te verlaten, Joodse kinderen werden uitgesloten uit scholen en ze werden verplicht de Jodenster te dragen. Daarnaast mochten Joodse ambtenaren, leraren en magistraten hun ambt niet meer uitvoeren en werden Joodse ondernemingen overgedragen aan niet-Joden.
Op 11 juni 1942 gaf Adolf Eichmann het bevel tot hun deportatie. Eggert Reeder, rechterhand van Von Falkenhausen en bevoegd voor de militaire administratie in België, keurde de vrijstelling van deportatie voor Belgische Joden goed. Dit deed hij vooral om tegenwerking bij de Belgische administratie te vermijden. Het betrof echter een klein deel Joden in België, want 90 procent van hen was geen Belg. Tot aan de opening van Kazerne Dossin als verzamel- en doorgangskamp, einde juli 1942, hield men de Joden in het Fort van Breendonk gevangen.
De Dossinkazerne was ideaal gelegen: centraal tussen Brussel en Antwerpen, de twee steden waar de meeste Joden woonden. Een goederenspoorweg naast de Dossinkazerne leidde de gevangenen ongezien naar de wagons. Het kamp stond onder de leiding van SS-Sturmbannführer Philipp Schmitt, ook verantwoordelijk voor het Fort van Breendonk. In 1943 nam Hans Johannes Gerhard Frank de functie over met een meer gematigde aanpak. 
Aanvankelijk werden de Joden in de Dossinkazerne verzameld via een tewerkstellingsbevel. Enkele weken later ging men over op grootscheepse Jodenrazzia's, in Antwerpen, Brussel, Luik en Charleroi. Bij hun aankomst in de Dossinkazerne werden Joden, Roma en Sinti geregistreerd en werden hun namen op de deportatielijsten geschreven. Hun goederen werden geconfisqueerd door het Duitse leger. Tijdens hun verblijf liepen de Joden risico op mishandeling en vernederingen. Anderzijds lag een zwaar repressief regime niet voor de hand, omdat de indruk moest worden hooggehouden dat het verblijf zou uitlopen op verplichte tewerkstelling in het buitenland. Ook moesten opstanden worden vermeden. Onder Hans Johannes Gerhard Frank werd het regime daarom wat versoepeld. De werkdruk werd verlaagd en de slaapruimtes werden verwarmd. Intussen verbleven de gedetineerden ook steeds langer in de kazerne, omdat het alsmaar moeilijker werd om een konvooi met 1000 personen te vullen.
De gedeporteerden werden in 28 transporten naar Auschwitz gebracht. Op 19 april 1943 werd transport XX door het Belgische verzet te Boortmeerbeek tegengehouden. Hierbij konden 232 gevangenen ontsnappen, waarvan er 119 nooit meer opgepakt werden. Dit was tevens het eerste transport waarbij Joden werden vervoerd in goederenwagons. De gevangenen, waaronder vrouwen en kleine kinderen, moesten tijdens de reis een aantal dagen rechtop blijven staan.
Bij de grote transporten uit 1942 werd ongeveer 65% van de gedeporteerden na aankomst onmiddellijk vergast. De anderen werden als dwangarbeiders aangesteld. Door gebrek aan voedsel en hygiëne stierf een groot deel van hen. Vanaf 1944 werden procentueel gezien minder Joden uit België onmiddellijk vergast. Velen van hen kwamen om tijdens de zogenaamde dodenmarsen in 1945. Het laatste transport vertrok op 31 juli 1944. Op 4 september 1944 werden de laatste 520 gevangenen bevrijd, één dag nadat de bewakers Kazerne Dossin waren ontvlucht.
Vijftig jaar na het einde van de Tweede Wereldoorlog werd in de kazerne een ruimte vrijgemaakt voor de herdenking aan deze deportaties. Het museum kwam er op vraag van de Vereniging van de Joodse Weggevoerden in België - Dochters en zonen van de deportatie (VJWB) en het Centraal Israëlitisch Consistorie van België (CICB). Het Joods Museum van Deportatie en Verzet werd officieel geopend in 1995 met steun van de stad Mechelen en de provincie Antwerpen. Naast een museum werd een documentatiecentrum uitgebouwd.

## Memoriaal, Museum en Documentatiecentrum over Holocaust en Mensenrechten

### Het museum
Met zijn 30.000 bezoekers per jaar barstte het JMDV al snel uit zijn voegen. Vanaf 2001 ontwikkelden de Vlaamse overheid plannen voor een nieuw en groter museum. Het overkopen van het volledige gebouw bleek onmogelijk en daarom werd geopperd voor een nieuwbouw. In de rechtervleugel van het oude kazernegebouw werd een herdenkingsruimte ingericht, het Memoriaal. :

Het geheel werd in 2011 herdoopt tot: Kazerne Dossin. Memoriaal, Museum en Documentatiecentrum over Holocaust en Mensenrechten. Het voorstel kwam er op initiatief van minister-president Patrick Dewael. Het museum formuleerde zijn missie anno 2025 zo:

Kazerne Dossin vertrekt vanuit het historische verhaal van Jodenvervolging en de Holocaust in relatie tot de Belgische casus, om te reflecteren over hedendaagse fenomenen van racisme en uitsluiting van bevolkingsgroepen en over discriminatie omwille van afkomst, geloof, overtuiging, huidskleur, geslacht, geaardheid. Daarnaast wil Kazerne Dossin ook een analyse maken van groepsgeweld in de samenleving, als mogelijke opstap naar genocides. Aldus opgevat, draagt dit museum fundamenteel bij tot een educatief maatschappelijk project waarin burgerzin, democratische weerbaarheid en verdediging van individuele basisvrijheden centraal staan.

De drie verdiepingen vertellen het verhaal van de Holocaust en de Kazerne Dossin, vertrekkende van de Belgische context, het antisemitisme, de Duitse bezetting en de collaboratie. De Jodenvervolging wordt zowel vanuit het perspectief van de slachtoffers als de daders besproken. Ook de hulp aan de slachtoffers krijgt zijn plaats. Het verhaal nodigt de bezoeker uit om na te denken over racisme, uitsluiting en de mechanismen die leidden tot de volkerenmoord. Op de bovenste verdieping is er plaats voor tijdelijke tentoonstellingen, die een ruimere invulling krijgen. Zo zijn er onder andere kunst- en fototentoonstellingen in verband met mensenrechten
Verspreid over de verdiepingen is aan de eindwand een muur met duizenden foto's van de gedeporteerden om hen te herdenken. De foto's in zwart-wit betreffen gestorvenen. De kleurfoto’s, die slechts hier en daar te zien zijn, duiden aan dat een slachtoffer de oorlog overleefde. Er zijn plaatsen op de muur van mensen waarvan men nauwelijks informatie en geen foto heeft. Familieleden van gedeporteerden en onderzoekers kunnen informatie en foto’s aanleveren of vragen stellen aan het onderzoekscentrum. De onderzoekers vullen de muur steeds verder aan. Kazerne Dossin organiseert jaarlijks een ceremonie waarbij de nieuwe portretten aan de muur worden toegevoegd. 
Voor de uitbreiding van het museum werd een nieuwbouw ontworpen door het architectenbureau AWG van Bob Van Reeth rechtover de oude Kazerne Dossin . Het gebouw is opgevat als een monument tegen het vergeten. Geen sculptuur of Holocaustgedenkteken beladen met verwijzingen maar een compact gebouw als "denkmal", ijkpunt van de herinnering. De ramen werden dichtgemetseld met 25 267 bakstenen, symbool voor het aantal gedeporteerden. Bovenaan bevindt zich een terras met zicht op de binnenplaats van de oude kazerne, de verzamelplaats voor de gedeporteerden.
Het geheel werd op 26 november 2012 door Vlaams Minister-President Kris Peeters voor geopend verklaard in aanwezigheid van koning Albert II, verschillende ministers en vertegenwoordigers van de joodse gemeenschap en familieleden van gedeporteerden. 

### Het memoriaal

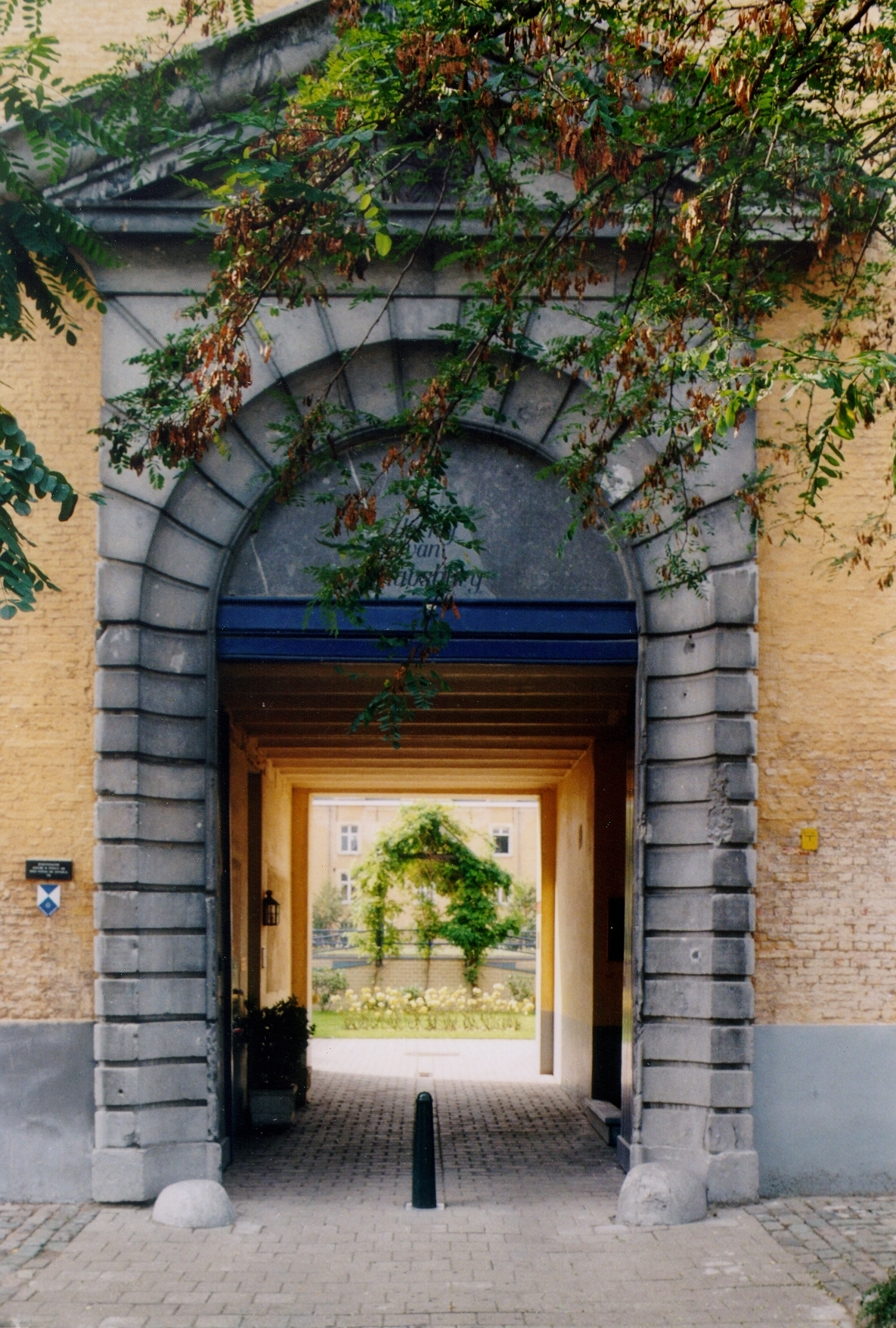
Toegangspoort tot Kazerne Dossin

Het memoriaal krijgt vorm in vier ruimtes van de oorspronkelijke kazerne en is een serene plaats waar de slachtoffers herdacht en herinnerd worden. De eerste zaal, getiteld “Hun Sporen”, is de enige authentieke ruimte en toont een aantal oorspronkelijke objecten uit de Dossinsite. In de zaal ‘Het gemis’ probeert een kunstwerk van Philippe Aguirre de tragiek te vatten. In de ruimte ‘Hun namen’ hangen 29 luidsprekers, waaruit de namen van de gedeporteerden in drie talen klinken. In de laatste zaal ‘Hun gelaat’ zijn, ten slotte, vele duizenden foto’s van gedeporteerden te zien. Op het einde van dit traject wordt een opstelling voorzien waar de bezoekers hun indrukken en gevoelens kunnen neerschrijven. De curator van het memoriaal deed voor de uittekening van het interieur beroep op interieurarchitect Jo Lamberts.
Het memoriaal werd vernieuwd in 2020 en opende op 27 januari van dat jaar opnieuw de deuren. 

### Het documentatiecentrum
In het documentatiecentrum verzamelen, inventariseren, bewaren en ontsluiten onderzoekers  op een consistente wijze de documentatie over de gedeporteerden. Het documentatiecentrum beschikt zelf over zo'n drieduizend bundels bestaande uit in beslag genomen documenten van Joodse gedeporteerden. Het betreft brieven, identiteitskaarten en werkvergunningen van 4400 mensen die naar de vernietigingskampen zijn gestuurd via Mechelen. Het documentatiecentrum is toegankelijk voor familie van slachtoffers en onderzoekers. De Vlaamse Gemeenschap erkende het documentatiecentrum als officiële archiefinstelling. De Vlaamse Gemeenschap is de belangrijkste partner in dit project met als voorzitter van de vzw Kazerne Dossin, dhr. Eric Stroobants (2008-2016).
Het geheel werd op 26 november 2012 voor geopend verklaard in aanwezigheid van koning Albert II, verschillende ministers en vertegenwoordigers van de joodse gemeenschap en familieleden van gedeporteerden.

### Catalogus Holocaust & Mensenrechten
De catalogus is thematisch uitgewerkt rond massa, angst en dood als centraal idee waarbij massa staat voor het huidige Europa, immigratie en vluchtelingen, angst voor discriminatie door de staat en dood voor het ombrengen van vrouwen en kinderen.

## Discussie over de missie
De originele missie, zoals opgenomen in de statuten is “op basis van de studie en de documentatie over de vervolging van Joden en Roma en andere systematische schendingen van de mensenrechten in België tijdens de Tweede Wereldoorlog, in Mechelen op de historische site rond de Dossinkazerne, een memoriaal, museum en onderzoekscentrum over Holocaust en mensenrechten uit te bouwen.”In 2019 kwam deze missie  onder druk te staan, toen eerst de directeur Christophe Busch aan de deur werd gezet, en later een deel van de 'wetenschappelijke raad' (met o.a. Bruno De Wever en Herman Van Goethem) uit ontevredenheid hiermee ontslag nam. Twistpunt was de manier waarop de herdenking van de Holocaust gekoppeld zou worden aan actuele thema’s en het verbindende karakter van de werking.  

## Algemene directeurs
De instelling staat onder leiding van een algemeen directeur.
| Benoeming | naam             |
| --------- | ---------------- |
| 2016      | Christophe Busch |
| 2019      | Tomas Baum       |

## Tijdelijke tentoonstellingen
Naast de vaste tentoonstelling, zijn in het museum ook regelmatig tijdelijke tentoonstellingen te zien. In 2024 wonnen ze een European Culture Award voor de tijdelijke tentoonstelling Homo’s en lesbiennes in nazi-Europa die werd overgenomen van Mémoire de La Shoah en geadapteerd door Kazerne Dossin.
| 2025 | Sport en Sporters in KL Auschwitz   | Tijdelijke expo over sport en sporters in Auschwitz.                 |
|      | Homo's en lesbiennes in Nazi-Europa | Vervolging van homoseksuele mannen en vrouwen tijdens het naziregime |
| 2019 | Auschwitz.camp                      |                                                                      |